# Martin Schüttler
Martin Schüttler, auch Luxa Mart*in Schüttler, (* 1974 in Kassel) ist ein deutscher Komponist.

## Biografie
Martin Schüttler studierte Komposition bei Nicolaus A. Huber und Ludger Brümmer an der Folkwang Hochschule in Essen. Zwischen 2000 und 2004 war er Gastkünstler am ZKM in Karlsruhe. Von 2001 bis 2013 unterrichtete er Theorie und Komposition an der Hochschule für Musik und Darstellende Kunst Frankfurt und von 2004 bis 2013 Musiktheorie an der Philipps-Universität Marburg. Eine Gastseminar über Musik im intermedialen Kontext führte ihn 2004 an die Kunsthochschule Berlin-Weißensee. 2005 war er Mitinitiator der Plattform für aktuelle Musik stock11. Zusammen mit Mark Lorenz Kysela gründete Schüttler 2006 die Laptop-Formation taste, mit der er seither regelmäßig auch als Performer in Erscheinung tritt. Begleitend zur Documenta 12 organisierte er 2007 die Veranstaltungsreihe stands ‘n strikes für akustische Kunst in Kassel. 2009 ist die CD Pelze und Restposten mit Musik von Martin Schüttler in der Edition Zeitgenössische Musik des Deutschen Musikrats erschienen. Bei den Darmstädter Ferienkursen war er 2012 und 2014 als Dozent für Komposition eingeladen. Im Frühjahr 2014 war Schüttler Villa-Serpentara-Stipendiat der Akademie der Künste Berlin. Seit dem Wintersemester 2014/15 ist er Professor für Komposition an der Staatlichen Hochschule für Musik und Darstellende Kunst Stuttgart. Im akademischen Jahr 2023/24 war er Fellow am Wissenschaftskolleg zu Berlin.
Schüttlers Musik wurde von Interpreten und Ensembles realisiert, darunter das Trio Accanto, das Ensemble Modern, Asamisimasa, die MusikFabrik, das SWR Vokalensemble, das Nadar Ensemble und das RSO Frankfurt. Darüber hinaus besteht eine  Kooperation mit jüngeren Musikern und Performern. Seine Arbeit umfasst Stücke für solistische und kammermusikalische Besetzungen, für Chor, Orchester und Live-Elektronik, sowie die Produktion von Tonbandmusik, Klanginstallationen, Medienkunst, Theater-, Film- und Tanzmusiken.
Für seine Arbeiten wurde Schüttler mit dem Kranichsteiner Kompositionspreis der Darmstädter Ferienkurse 2002 ausgezeichnet. Aufträge erhielt er unter anderem für das Takefu Festival (Japan), die Darmstädter Ferienkurse, die Donaueschinger Tage für Neue Musik, das Eclat Festival, das Tanztheater International Hannover, vom Hessischen Rundfunk und vom Deutschen Musikrat. Theater- bzw. Tanzproduktionen realisierte er am Kaai-Theater Brüssel, am Staatstheater Stuttgart und am Theatre Mohammed V Rabbat/Marokko. Musik von Martin Schüttler, sowie Interviews wurden beim HR, SWR, WDR, dem Radio Suisse Romande und im Deutschlandfunk ausgestrahlt. Martin Schüttler lebt in Stuttgart und Berlin.

## Werke
Musik für Orchester
- Wald für Orchester und Zuspielungen – UA Frankfurt 2011; 12'
- conglom-o-mat für großes Orchester und Live-Elektronik – UA Darmstadt 2004; 23'
- zer.wüstet für großes Orchester und Zuspielungen – 2001; 26'

Musik für Chor
- MEUTEN (Imitat) – für großen Chor und Live-Elektronik [1 Spieler] – UA Stuttgart 2014; 16'
- Als ich die Zunge herausschnitt – für 12-stimmigen Solistenchor und Zuspielungen – 1999/2000; 14'

Musik für Ensemble
- Absolut Return + ALPHA für Ensemble [Tr., Pos., Schl., Vl., Va., Vc., Keyb.] und Live-Elektronik – UA Donaueschingen 2015; 20'
- Selbstversuch, die Andern für verstärktes Ensemble [Sopr., Kbkl., Git., Vc., Schl., Keyb., Klav.], Rückkopplungen und Live-Elektronik – UA Köln 2013; 13’
- Gier für Oboe, Schlagzeug, Klavier, Kontrabass und Live-Elektronik [1 Spieler] – auch Versionen mit Klarinette (Es) und/oder Violoncello – UA Berlin 2011; 11'
- linked trips für tw. verstärktes Ensemble [Fl., Kl., E-Git., Schl., Vlc., Sopr.] – UA Aachen 2001; 14'

Kammermusik
- xerox für Saxophon, Klavier und Schlagzeug – UA Zürich 2017 (Trio Accanto); 9'
- Dieter Sanchez für Gitarre, Cello, Feedbacksysteme und Live-Elektronik – UA Wiesbaden 2013; 6'
- Dein Penis, Studie für Cello, Schlagzeug und Feedbacksysteme – auch Version für Cello solo oder Gitarre solo – UA Chemnitz 2012; 6'
- Soforterlös für Oboe, Cello, Klavier, Plexiglasscheibe, Pistolen & drei TV-Geräte – UA Berlin 2010; 15'
- taped & low-bit für Countertenor und Synthesizer – UA Stuttgart 2003; 9'
- clinique für Piccoloflöte und Akkordeon – UA Biel 2002; 17'

Musik für Solisten
- schöner leben 8 („Bravo, Untam!“ – D.S.) für Akkordeon und Elektronik – in Arbeit – UA 2016
- schöner leben 9 (Turing Maschine) – für mikrofonierten Dirigenten, Click-Tracks, Monitore und Zuspielungen – UA 2016; 13'
- Index [St. Peter] – für Orgel, Imitate, Zuspielungen, Raummarkierungen und Handouts – UA Köln 2014; 17'
- schöner leben 7 – „Äußerlich auf dem Damm, aber verkorkst im Innern.“ – D.F.W. für Saxophon mit Fußkeyboard, Kopfhörer, Verstärkung und Zuspielungen – UA Hamburg 2011; Dauer 12'
- schöner leben 6 (Armstrong-Schaltung) für Feedback-Cello mit Transducer, Verstärkungen und Zuspielung – UA Hamburg 2011; 13'
- Schalten lernen, sehr leichtes Stück für Klavier mit Keyboard – UA Hannover 2010; 3'
- Nicht schön, aber sauber, leichtes Stück für Klavier mit Keyboard – UA Hannover 2010; 5'
- Aus Anlass – zum Gebrauch bestimmt für Klavier solo – UA Frankfurt 2009; 5' (Gemeinschaftskomposition mit Hannes Seidl)
- schöner leben 3 („Girl You Know It’s True“ – M.V.) für Flöte mit Neonröhre, Verstärkungen und Zuspielung – UA Berlin 2009; 12'
- schöner leben 4 (sumo D.D.) für Harfe mit Verstärkungen, Zuspielungen und TV-Gerät – UA Amsterdam 2008; 9'
- schöner leben 1 (music for K.C.) für Countertenor mit E-Piano, Megaphon, Verstärkungen, Zuspielungen, Maske und Pistole – UA La Chaux-de-Fonds 2008; 11'
- schöner leben 5 („Nix verstehen ist besser als gar nichts.“ – M.K.) für präparierte Viola mit Verstärkungen und Zuspielung. – UA Berlin 2008; 9'
- schöner leben 2 (Monument für T.H.) (2006) für Klavier und Live-Elektronik – UA Frankfurt 2007; 10'
- venus_5 für Klavier und live-Elektronik – UA Karlsruhe 2002; 17'
- Augenbildermusik für Akkordeon mit Schlagzeug, Zuspielband und Licht – UA Essen 1999; 11'

Fixed Media
- erased composer für 2-Kanal-Elektronik – UA 2015, CD 2015[3]
- Leerstand. Ein radiophones Hörstück. – Ursendung hr2-kultur 2010; 34'
- Das Mitleid ist die Geißel der Menschheit, Sheriff. für 4-kanalige Elektronik und Ghettoblaster – UA Limburg 2008; 7'
- Kokain für 1-Kanal-Elektronik – UA Donaueschingen 2007; 2'
- Marion für 3-Kanal-Elektronik mit akustischen Raummarkierungen – UA Frankfurt 2007; 11'
- samba transit für 2-Kanal-Elektronik – (nur für CD-Produktion); 1’
- Pink Fantasy Island für 4-Kanal-Elektronik – UA Essen 2000; 16'

Bühnenarbeiten
- Wir sind frei – modulares Musiktheater für eine beliebige Anzahl von Performern – UA Berlin 2013; variable Dauer [ca. 15 – 75']
- play* – eine akusmatische Lesung für 14 Lautsprecher, Neonröhren und Funkgeräte. Text: Mara Genschel – UA Hildesheim 2011; 60'
- Bühnenmusik zu Ulysses von James Joyce für 4-kanalige Live-Elektronik. – UA Stuttgart 2007; 30'
- Musik zu souvenir – Tanzperformance von Christina Ciupke für 4-kanalige Live-Elektronik. – UA Hannover 2004; 45'
- Theatermusik zu Die Nacht kurz vor den Wäldern von B. M. Koltés (2003) – UA Berlin 2003; 60'